# Ignaz Abeles
Ignaz Abeles (* 4. November 1874 in Hochlibin, Bezirk Podersam, Österreich-Ungarn; † 27. Juli 1942 in Wien) war ein österreichischer Arzt, Spezialarzt für Urologie, Sportler und Sportfunktionär.

## Leben

### Familie, Ausbildung und erste Berufsjahre
Ignaz Abeles Eltern waren Mose Abeles (um 1839–1902) und Franziska Abeles (1834–1936). Zwei seiner Geschwister waren der Jurist Adolf Abeles (1868–1954) und der Mediziner Siegfried Abeles (1876–1937). Nach dem Besuch des Gymnasiums in Prag studierte er ab 1892 Medizin an der Deutschen Universität Prag. 1901 wurde er zum Doktor der Medizin promoviert. Er wurde Sekundararzt in einem Prager Krankenhaus und arbeitete drei Jahre als Assistenzarzt bei Otto Zuckerkandl am Wiener Rothschild-Spital. Danach eröffnete er eine eigene Arztpraxis für Harn- und Geschlechtskrankheiten in Wien-Währing.

### Karriere als Sportler und Sportfunktionär bis zum Ersten Weltkrieg
In seiner Prager Zeit war er als Fußballer beim DFC Prag aktiv. Nach seinem Umzug nach Wien schloss er sich dem Vienna Cricket and Football-Club an, verließ ihn aber bald wieder und betätigte sich als Sportfunktionär. 1906 bis 1907 war er Vorsitzender des Österreichischen Fußballverbands und nahm 1908 als dessen Delegierter mit Hugo Meisl am 5. FIFA-Kongress in Wien teil. Hier wurde entschieden, dass die Tschechen ohne eigenen Verband in den ÖFV eingegliedert werden sollten. 1909 wurde Abeles erster Vizepräsident des Österreichischen Fußballverbands. 1910 versuchte er durchzusetzen, dass der ÖFV jede in der Monarchie gesprochene Sprache, als Amtssprache anerkennen sollte. Dieses Vorhaben scheiterte. Seit 1911 war er erster Präsident des neugegründeten Niederösterreichischen Fußballverbands. Im September des Jahres wurde er als Vizepräsident des ÖFV bestätigt. 1912 wurde er als Beirat in den Vorstand des Österreichischen Leichtathletikverbandes gewählt. Ab 1914 wurde er zum zweiten Mal Vorsitzender des Österreichischen Fußballverbandes. Ende Januar 1914 traten der tschechische und der deutschböhmische Verband mit Ausnahme des DFC Prag aus dem ÖFV aus.

### Erster Weltkrieg
Nach Beginn des Ersten Weltkrieges wurde Abeles als Landsturmassistenzarzt zum Militärdienst einberufen. Im Mai 1915 wurde er im Feld zum Oberarzt befördert. Im August des Jahres regte er an einen Fonds zur Unterstützung notleidender Hinterbliebener gefallener österreichischer Fußballspieler zu gründen. Der Fonds sollte aus Wettspielabgaben und Spenden aufgebaut werden. Er selbst stiftete dazu dreihundert Österreichische Kronen. Aus dieser Anregung entwickelte sich der vom Österreichischen Zentralverband für gemeinsame Sportinteressen betriebene Fonds Kriegsfürsorge für Sportsleute, die 1919 die Summe von 38.215 Österreichische Kronen beinhaltete. Abeles war in dieser Zeit Direktoriumsmitglied des Olympischen Komitees von Österreich. Nach mehreren Jahren Felddienst im Ersten Weltkrieg kehrte er nach seiner Ernennung zum Regimentsarzt im September 1918 kurz vor Kriegsende nach Wien zurück und konnte dadurch seine Präsidentenämter weiter ausführen.

### Zeit nach dem Ersten Weltkrieg
Es begannen jetzt aber innerhalb des Verbandes langwierige, ihn zermürbende Konflikte mit dem sozialistischen Verband der Arbeiter- und Soldaten-Sportvereinigung VAS. Eine strittige Frage war das Verhältnis zwischen Amateur- und Profifußball. Im Herbst 1919 legte er daher seine Ämter im Österreichischen und Niederösterreichischen Fußballverband kurzzeitig nieder. Als Gründe würden die unhaltbaren Zustände in den Verbänden angeführt. Im Januar 1922 spitzte sich die Situation zu. Aktueller Streitpunkt war die Forderung der Aufstockung der Ersten Liga um sieben Vereine auf 20. Eine weitere Forderung war jedem Verein bei Abstimmungen die gleiche Anzahl an Stimmen zuzugestehen. Dies hätte eine Reduzierung der Stimmanzahl der aktuellen Erstligavereine, die zu diesem Zeitpunkt einen Großteil der finanziellen Belastung trugen, bedeutet. Diese geforderte Machttverminderung der Erstligavereine drohte den Verband zu spalten. Da keine Einigung in Sicht war, drohte Abeles im Fall einer Spaltung sein Vorstandsamt niederzuzulegen. Daraufhin wurde ein Eingungskomitee damit beauftragt, das Problem zu lösen. Ungeachtet der Querelen wurde er am 26. Februar 1922 als Beirat in den Vorstand des Hauptverbands für Körpersport gewählt. Der ÖFV verbot jedoch in Folge jegliche Bezahlung für Fußballer und Abeles legte im Laufe des Jahres endgültig seine Präsidentenämter nieder. 1923 wurde er erster Präsident des neugegründeten Wiener Fußballverbandes. Dieses Amt ließ er 1927 aus gesundheitlichen Gründen zunächst ruhen, legte es aber zu Beginn 1928 auch endgültig nieder. 1930 wurde Abeles zum Medizinalrat ernannt. 1919 heiratete er Margarete Turcsany, der 1939 mit ihrer gemeinsamen Tochter die Flucht vor den Nationalsozialisten nach London gelang.

## Auszeichnungen
1915 erhielt Ignaz Abeles das Goldene Verdienstkreuz mit der Krone am Bande der Tapferkeitsmedaille verliehen. 1916 erhielt er das Ehrenzeichen des Roten Kreuzes zweiter Klasse verliehen. 1918 erhielt er das Ritterkreuz des Franz-Joseph-Ordens verliehen. Am 28. April 1923 wurde Abeles bei der Generalversammlung des Österreichischen Fußballbundes um seiner Verdienste für den österreichischen Fußball willen zum Ehrenmitglied gewählt. Am 27. April 1928 wurde er zum Ehrenpräsident des ÖFB ernannt.

## Rezeption
Die Kleine Volkszeitung nennt Dr. Ignaz Abeles in ihrer Ausgabe vom 17. Januar 1928 wohl den verdienstvollsten Funktionär den der österreichische Fußballsport je besessen hat. Am 2. April 1933 weist Der Wiener Tag eine Woche vor Beginn des Europa Cups, den die österreichische Nationalmannschaft 1932 Jahr gegen England gewonnen hatte auf den wichtigen Beitrag Ignaz Abeles zum aktuellen Leistungsstand der Nationalmannschaft hin: ... ein Mann, der diesem Sport als Idealist von reinstem Wasser in selbstlosester Weise gedient, sich für ihn aufgeopfert hat, der, ein Fanatiker der Sparsamkeit dem heutigen Verband zu Geld geholfen und den Grundstock zu seinem Aufblühen gelegt hat ... Zu Ignaz Abeles 60. Geburtstag am 4. November 1934 schreibt Josef Ullmann in Der Tag in Wien: Wenn der österreichische Fußballsport heute über eine ... der durch diese Sparsamkeit so mächtige Organisation verfügt und einen so grandiosen Aufstieg feiern konnte, so verdankt er dies seinem ehemaligen Präsidenten dessen Idealismus und Aufopferung für die Sache so ziemlich ohne Beispiel geblieben sind. ... Er war ein Fanatiker im Sparen und diese Eigenschaft hat es auch ermöglicht, dass der Fußballverband, der nach der Spaltung mit den Arbeitersportlern mit Schulden von nahezu 100.000 Schilling belastet war. ein Jahr später schuldenfrei war. ... er hat nie um Ehren und Auszeichnungen gebuhlt und blieb immer der bescheidene Diener des Sports ...

## Digitalisate
1. ↑  Dr. Ignaz Abeles als Digitalisat bei ANNO – AustriaN Newspapers Online